# Alison Powers
Alison Powers (Fraser, Colorado, 14 de desembre de 1979) és una ex-esquiadora i ciclista estatunidenca. Com a ciclista fou professional del 2007 al 2014. Del seu palmarès destaca el Campionat Panamericà en contrarellotge de 2007, i els campionats nacionals en ruta i en contrarellotge.

## Palmarès en esquí
- 1999
  - 1a a la Nor-Am Cup

## Palmarès en ciclisme
- 2006
  - Vencedora d'una etapa al Tour de Gila
  - Vencedora de 2 etapes al Mount Hood Cycling Classic
  - Vencedora d'una etapa al Tour de Toona
- 2007
  - 1a als Campionats Panamericans en contrarellotge
  - Vencedora d'una etapa al Tour de Toona
- 2008
  -  Campiona dels Estats Units en contrarellotge
- 2009
  - 1a al USA Cycling National Racing Calendar
  - 1a al Joe Martin Stage Race i vencedora de 2 etapes
  - Vencedora d'una etapa al Redlands Bicycle Classic
  - Vencedora d'una etapa al Fitchburg Longsjo Classic
- 2010
  - 1a al Joe Martin Stage Race
  - 1a al Sea Otter Classic (circuit)
  - Vencedora d'una etapa a la Cascade Cycling Classic
  - Vencedora d'una etapa al Tour de Gila
- 2012
  - 1a a la Cascade Cycling Classic
  - 1a al Sea Otter Classic
  - Vencedora d'una etapa al Redlands Bicycle Classic
  - Vencedora d'una etapa al Tour d'Elk Grove
- 2013
  -  Campiona dels Estats Units en critèrium
  - 1a al USA Cycling National Racing Calendar
  - 1a al Redlands Bicycle Classic i vencedora de 3 etapes
  - Vencedora d'una etapa al Tour de Gila
  - Vencedora de 2 etapes a la Cascade Cycling Classic
  - Vencedora d'una etapa al Tour d'Elk Grove
- 2014
  -  Campiona dels Estats Units en ruta
  -  Campiona dels Estats Units en contrarellotge
  - 1a al Tour de San Luis i vencedora d'una etapa
  - Vencedora d'una etapa al Redlands Bicycle Classic
  - Vencedora d'una etapa al North Star Grand Prix